# 32-й армійський корпус (Україна)
32-й армійський Кенігсбергський корпус (32 АК, в/ч А1916) — військове об'єднання Збройних сил України, що існувало у 1992—2004 роках. Дислокувалося в Криму.
У 2003 році був перетворений на Командування військ берегової оборони, яке було розформоване в 2004 році.

## Історія
У 1992 році, після розпаду СРСР, 32-й армійський корпус Радянської армії перейшов під юрисдикцію України і увійшов до складу її Збройних сил.
Від 1992 до 2004 року корпус включав 84-ту та 127-му окремі механізовані бригади, 501-й окремий механізований полк та інші підрозділи. У квітні 2003 року частини 32-го армійського корпусу були передані до складу Військово-морських сил України.
До 1997 року корпус входив до складу Одеського військового округу. Від 03.01.1998 — до Південного ОК СВ ЗС України.
30 липня 32-й армійський корпус став Командуванням військ берегової оборони (КВБО ВМСУ).
22 квітня 2003 корпус підпорядковано ВМС України.
30 липня 2003 року корпус перетворено на Командування військ берегової оборони (КВБО ВМС ЗСУ).
30 грудня 2004 року Командування військ берегової оборони було розформоване.

## Структура
Штаб корпусу розташовувався в Сімферополі, підпорядковувався Південному оперативному командуванню сухопутних військ України.
- 19-та окрема рота охорони та забезпечення
- 84-та окрема механізована бригада, Перевальне
  -  130-й окремий танковий батальйон «Січ»
  -  132-й окремий танковий батальйон «Русь»
  -  1012-й окремий механізований батальйон «Роксоланія»
  -  окрема розвідувальна рота «Нічна троянда»
- 127-ма окрема механізована бригада, Феодосія
  -  розвідувальна рота
- 301-ша артилерійська бригада, Сімферополь
- 3-й окремий полк спеціального призначення, Первомайське
- 501-й окремий механізований полк, Керч
- 816-й реактивний артилерійський полк, Сімферополь
- 1398-й протитанковий артилерійський полк, Сімферополь
- 70-й інженерний полк, Бахчисарай
- 4-й окремий полк зв'язку, Сімферополь
- 287-й окремий радіотехнічний батальйон, Сімферополь
- 150-й окремий батальйон радіаційного, хімічного та біологічного захисту, Перевальне
- 858-й окремий ремонтно-відновлювальний батальйон, Совєтський
- 114 артилерійські склади боєприпасів, с. Міжгір'я

## Командування
За даними різних джерел:
- (1987 — 04.1992) генерал-майор Кузнєцов Валерій Євгенович[6]
- (1992) генерал-майор Палій Віктор Миколайович[7]
- (1993—1995) генерал-майор Кузьмук Олександр Іванович
- (1995—1998) генерал-лейтенант Свида Іван Юрійович
- (1998—2002) генерал-лейтенант Фролов Валерій Семенович
- (2002) генерал-майор Пушняков Анатолій Савватійович
- (2002—2003) генерал-лейтенант Саковський Григорій Андрійович